# منبه بن كامل
منبه بن كامل بن سيج بن ذي كبر أبو عبد الله اليماني الصنعاني كان من صحابة أو التابعين للنبي محمد، تتلمذ علي يد الصحابي الجليل عبدالله إبن عباس، ومعاذ بن جبل،
أسلم في عهد النبي محمد.
وكان فارساً فارسياً من فارس[بحاجة لمصدر]، وكان متزوجا من امرأة حميرية.
وله ولدان:
1. وهب بن منبه.
2. وهمام بن منبه.[1]
3. معقل بن منبه
4. غيلان بن منبه

جاء من هرات بخراسان إلى اليمن.

## أنظر أيضا
- قائمة الصحابة غير العرب
- رأي أهل السنة في الصحابة
- الأبناء